# Krombeinella
Krombeinella is een geslacht van vliesvleugelige insecten van de familie Mierwespen (Mutillidae).

## Soorten
- K. aterrima (Suarez, 1959)
- K. baetica Suarez, 1981
- K. beaumonti (Invrea, 1952)
- K. gaullei (Invrea, 1952)
- K. longicollis (Tournier, 1889)
- K. nigriceps (S. Saunders, 1850)
- K. obscuripes (Tournier, 1889)
- K. spinolae (Lepeletier, 1845)
- K. thoracica (Fabricius, 1793)
- K. thracia (Suarez, 1963)
- K. wolfi (Invrea, 1963)